# Relevant, Ain
Relevant är en kommun i departementet Ain i regionen Auvergne-Rhône-Alpes i östra Frankrike. Kommunen ligger  i kantonen Saint-Trivier-sur-Moignans som ligger i arrondissementet Bourg-en-Bresse. Kommunens areal är 12,38 km². År 2022 hade Relevant 467 invånare.

## Befolkningsutveckling
Antalet invånare i kommunen Relevant
Referens: INSEE